# Luoxiao Shanmai
Luoxiao Shanmai (chin. upr.: 罗霄山脉; chin. trad.: 羅霄山脈; pinyin: Luóxiāo Shānmài) – łańcuch górski w południowo-wschodnich Chinach, na granicy prowincji Jiangxi i Hunan, na Wyżynie Południowo-Wschodniej. Średnia wysokość gór wynosi ponad 1000 m n.p.m.